# 선동현
선동현(베트남어: Huyện Sơn Động / 縣山洞)은 베트남 북동부 지방 박장성에 있는 현이다. 박장성에서 가장 동쪽에 있는 현이다. 2003년을 기준으로 인구는 70,629명이며, 선동현의 면적은 844km2이다. 현의 수도는 안쩌우에 있다. 랑쩨 사원, 룩리에우 사원, 당 사원과 같은 문화 유적지가 여기에 있다.

## 행정 구역
선동현은 2개의 시진과 15개의 사를 관할하고 있다.

### 시진
- 안쩌우 시진 (Thị trấn An Châu, 安州市鎭)
- 떠이옌뜨 시진 (Thị trấn Tây Yên Tử, 西安子市鎭)

### 사
- 안바 사 (Xã An Bá, 安播社)
- 안락 사 (Xã An Lạc, 安樂社)
- 껌단 사 (Xã Cẩm Đàn, 琴彈社)
- 다이선 사 (Xã Đại Sơn, 大山社)
- 즈엉흐우 사 (Xã Dương Hưu, 揚休社)
- 자오리엠 사 (Xã Giáo Liêm, 敎廉社)
- 흐우산 사 (Xã Hữu Sản, 有産社)
- 레비엠 사 (Xã Lệ Viễn, 麗遠社)
- 롱선 사 (Xã Long Sơn, 龍山社)
- 푹선 사 (Xã Phúc Sơn, 福山社)
- 타인루언 사 (Xã Thanh Luận, 靑論社)
- 뚜언다오 사 (Xã Tuấn Đạo, 俊道社)
- 번선 사 (Xã Vân Sơn, 雲山社)
- 빈안 사 (Xã Vĩnh An, 永安社)
- 옌딘 사 (Xã Yên Định, 安定社)

## 관광
이 현에는 다음과 같은 관광지가 존재한다.
- 옌뜨 관광 유적 단지
- 떠이 옌뜨 관광 유적 단지
- 랑쩨 사원